# Zvonek jesenický
Zvonek jesenický (Campanula gelida) je stenoendemická, kriticky ohrožená vytrvalá bylina z čeledi zvonkovitých, rostoucí v Hrubém Jeseníku v České republice. Vyvinul se diferenciací izolované populace zvonku Scheuchzerova (Campanula scheuchzeri), alpského druhu, který se rozšířil do oblasti Sudet v průběhu některého z chladnějších období, pravděpodobně poslední doby ledové. Je blízce příbuzný s krkonošským endemitem zvonkem českým (Campanula bohemica).
Někdy také bývá označován za jeho poddruh a uváděn jako zvonek český jesenický (Campanula bohemica subsp. gelida).
Všechny tyto druhy jsou součástí příbuzenského komplexu Campanula rotundifolia agg.

## Stanoviště
Jediným známým místem výskytu zvonku jesenického ve volné přírodě jsou Petrovy kameny v Národní přírodní rezervaci Praděd. Roste na jižním a východním svahu vrcholové skály Petrových kamenů a v kostřavovém travním porostu do vzdálenosti 10 metrů od úpatí skály, v nadmořské výšce 1 438 metrů, kde musí odolávat nízkým teplotám, sněhu a větru. Místo není přístupné veřejnosti.

## Popis
Zvonek jesenický je velmi podobný svému příbuznému zvonku českému. Botanik Miloslav Kovanda, který zvonek jesenický popsal jako první v roce 1968, ho dokonce později označil za poddruh zvonku českého. V současné době ho většina botaniků opět považuje za samostatný druh.
Zvonek jesenický se od svého nejbližšího příbuzného liší především bohatými trsy a menšími květy a tobolkami. Květy často vyrůstají jednotlivě nebo tvoří malé, nejvýše čtyřkvěté hrozny. Jeho menší lodyhy nepřesahují délku 20 cm. Přízemní listy přetrvávají, dokud rostlina neodkvete.

## Růst a rozmnožování
Zvonek jesenický roste v trsech, obvykle v malých škvírách skalnatého, kyselého podloží. Dává přednost plochám přímo osvíceným sluncem, ale některým rostlinám se daří i ve stínu. K životu potřebuje hodně vláhy, protože té však na Petrových kamenech není mnoho, je odkázán na deště či vysráženou mlhu. Většinou se rozmnožuje vegetativně, protože možnosti pohlavního rozmnožování jsou omezovány nepříznivými klimatickými podmínkami jeho stanoviště. Kvete od poloviny července do konce srpna. Podobně jako i u jiných zvonků se v květech rozvíjí blizna až poté, co se uvolnil pyl z prašníků, což brání samoopylení.

## Ohrožený druh
Ačkoliv je zvonek jesenický kriticky ohroženým druhem a v 70. letech 20. století byl na pokraji vyhynutí, v současné době se jeho populace zdá stabilizovaná. Ohrožují jej zejména lyžaři projíždějící zakázaným územím a rozšiřování jiných druhů jako metlice trsnatá, maliník obecný a třezalka skvrnitá.
Zvonek jesenický je na seznamu zvláště chráněných rostlin České republiky uvedenému ve vyhlášce 395/1992 Sb., kterou se provádějí některá ustanovení zákona České národní rady č. 114/1992 Sb. o ochraně přírody a krajiny, a tak je zakázáno jej trhat, vykopávat, poškozovat nebo jinak rušit ve vývoji.
Zvonek jesenický byl také zařazen na Červený seznam ohrožených rostlin České republiky do kategorie C1 (kriticky ohrožené), na Červený seznam ohrožených druhů IUCN, kategorie E, a do bernské Úmluvy o ochraně evropských planě rostoucích rostlin, volně žijících živočichů a přírodních stanovišť.
Místo jeho výskytu je součástí soustavy chráněných území Natura 2000.
Zaměstnanci Správy Chráněné krajinné oblasti Jeseníky také zvonek jesenický pěstují ve Staré Vsi u Rýmařova.